# Бурли
Бурли́ (рос. Бурлы, башк. Бурлы) — село у складі Гафурійського району Башкортостану, Росія. Входить до складу Бурлинської сільської ради.
Населення — 539 осіб (2010; 551 в 2002).
Національний склад:
- татари — 72%
- башкири — 27%